# Carolina Nissen
Carolina Alejandra Nissen Muñoz (nacida el 21 de abril de 1976) es una cantautora chilena. Debuta en 2010 con un álbum de canciones cercanas al pop.

## Biografía
Carolina Nissen nació y se crio en la ciudad de Valdivia. Durante su infancia entró al Conservatorio de Música de la Universidad Austral de Chile para estudiar piano. Terminado el colegio, entró a la carrera de pedagogía en educación musical, en la misma universidad. En el 2003 se editan composiciones suyas, junto a Claudius Rieth en los tres compilados "Música del Cuerpo" del proyecto Cuerpos Pintados. El 2004 trabajó en un proyecto con Claudius Rieth llamado “Dos”. Grabaron un disco que finalmente no se publicó. En el año 2006 colaboró en la creación de la música para la obra “Cuerpos pintados y los Pájaros de Neruda”, montado por el Ballet del Teatro Municipal. En 2008 aparecieron las primeras canciones de su disco solista que lleva su nombre. El disco se terminó de grabar en diciembre del 2009 en Estudios Triana y fue publicado el 16 de abril de 2010 en la Sala Master de la Universidad de Chile. 

## Discografía

### Carolina Nissen (reedición (2011, Sello Azul))
1. "Miedo"
2. "Me Cuesta Entender"
3. "Pienso En Ti"
4. "Siempre Igual"
5. "Todo En Su Lugar"
6. "Fatal"
7. "Un Día Feliz"
8. "Inocente"
9. "Cada Vez Que Te Vas"
10. "Que Te Pasa"
11. "Mimi"
12. "Guindo"

### Tu Casa  (2012 sello: Oveja Negra)
1. "Bajo el Agua"
2. "Tu Casa"
3. "Las Partes que me Faltan"
4. "Interferencia"
5. "Equilibrio"
6. "Tanta Ambición"
7. "Lo que se me Quedó"
8. "Casi me Quedó sin Voz"
9. "Las Piedras mas Brillantes"
10. "Todo Mejor"

### Bosque (Independiente, 2017)
1. "No Resultó"
2. "Mejor que yo"
3. "Bosque
4. "Lo que aprendí"
5. "Los últimos"
6. "Dos Torres"
7. "Cabeza al congelador"
8. "Formas de hablar"
9. "Mi <3"